# Yarımburgaz
Yarımburgaz és un barri d'Istanbul situat al districte de Küçükçekmece. Té una àrea total de 5,2 km². Segons el Sistema de Registre de la Població Basat en Adreces (ABPRS), el 2023 tenia 8.998 habitants. Hi ha les restes d'un monestir i una fortalesa de l'època romana d'Orient. Anteriorment, l'antic poble d'Esquiza era identificat amb Yarımburgaz, però d'un temps ençà es considera que correspon al barri veí d'Altınşehir.